# Przypływ (film)
Przypływ (norw. Havet stiger) – norweski dystopijny dramat postapokaliptyczny z 1990 roku w reżyserii Oddvara Einarsona. Zdjęcia były kręcone w Warszawie, a za jak i przed kamerą była polska ekipa filmowa.
Po premierze film otrzymał mieszane recenzje, ale nawet krytycy, którzy zarzucali filmowi, że jest infantylną fantazją zagłady, chwalili jego niezwykłą formę i poetycki nastrój.

## Treść
W pustym budynku grupa ludzi skryła się po «Wielkiej katastrofie». Wysokie mury z rzędami okien stały się desperacką ochroną przed życiem na zewnątrz. W tym zamkniętym systemie znajduje się «Heiki», zmęczony i rozczarowany długą podróżą przez upadłą Europę. Pojawia się także «Susanne», zagubiony anioł, który przekazuje dziwne i fanatyczne idee tajemniczej sekty zwanej «God's Voice» (Głos Boga).

## Obsada
- Gard B. Eidsvold − Heiki
- Petronella Barker − Susanne
- Piotr Bajor − Walter
- Filip Centkowski − Ivan
- Agata Kalińska − córka Violi
- Jerzy Kryszak − Happy
- Mieczysław Morański − Gus
- Maciej Orłoś − Malek
- Agata Owczarek − Mira
- Anna Romantowska − Agnes
- Dorota Stalińska − Wanda
- Marcin Troński − Zar
- Marek Walczewski − Horvat
- Piotr Witkowski − agitator
- Andrzej Zieliński − Lep
- Mariusz Krzemiński − dziecko ulicy
- Marcin Śliwiński − dziecko ulicy
- Katia Paliwoda